# Kiến ăn thịt
Iridomyrmex purpureus (tên tiếng Anh: Kiến ăn thịt), còn gọi là kiến ăn thịt người hay kiến sỏi, là một loài kiến thuộc chi Iridomyrmex. Thường thấy ở Úc.

## Hệ thống tổ kiến

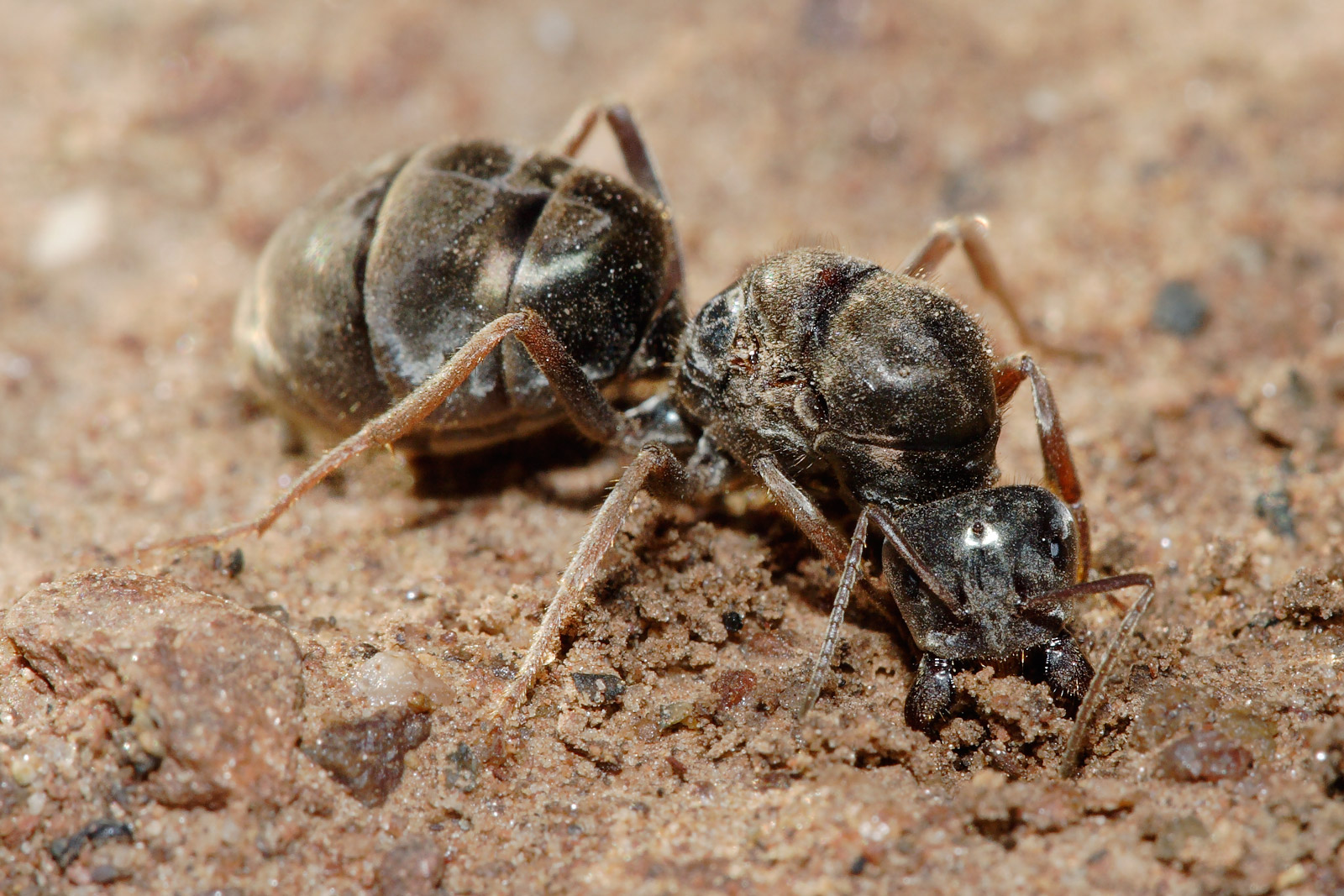
A queen meat ant burrowing a hole after her nuptial flight

Kiến ăn thịt sống trong các tổ dưới đất, mỗi tổ có thể chứa tới 64 000 kiến. Các tổ kiến có thể liên kết với nhau thành các hệ thống khổng lồ trong lòng đất, đôi khi tới 650 mét. Các đường hầm từ một tổ được hướng tới các tổ vệ tinh xung quanh, thông thường là từ kiến chúa trực hệ của tổ chính, và cách tổ chính năm đến mười mét, tối đa có những đường hầm dài tới 50 mét.

## Thức ăn
Loài kiến này ăn tạp.